# Bernd Kimpel
Bernd Kimpel ist ein ehemaliger deutscher Basketballspieler.

## Laufbahn
Kimpel wuchs in Offenbach auf, wo er zunächst Fußball und dann Basketball spielte. Er wechselte von Offenbach zu Eintracht Frankfurt, ehe er nach Israel zu Hapoel Haifa wechselte. Dort stand der Innenspieler zwei Jahre lang unter Vertrag. 1976 wechselte er zum USC Heidelberg in die Basketball-Bundesliga. Mit dem USC wurde Kimpel in der Saison 1976/77 prompt Deutscher Meister und DBB-Pokalsieger. Im Folgespieljahr 1977/78 gewann er mit den Heidelbergern abermals den Pokalwettbewerb und wurde in der Bundesliga Vizemeister.
1978 ging Kimpel zur Frankfurter Eintracht in die 2. Basketball-Bundesliga zurück. 1982 wechselte er zum 1. FC Bamberg. Hinter Kennith Sweet war Kimpel in der Bundesliga-Saison 1982/83 mit 273 erzielten Punkten zweitbester Bamberger Korbschütze, konnte jedoch den Abstieg nicht verhindern. Im Spieljahr 1983/84 gelang ihm mit Bamberg der direkte Wiederaufstieg in die Bundesliga. 1985 verließ er Bamberg in Richtung MTV Kronberg.